# 산되위

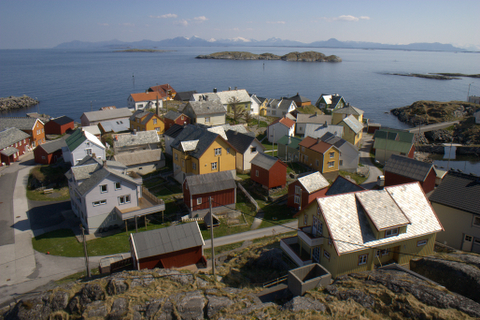
산되위

산되위(Sandøy)는 노르웨이 뫼레오그롬스달주의 도시이다. 2013년 기준으로 인구는 1,291명이다.
2020년에 해체될 당시 21제곱킬로미터(8.1제곱마일)의 지방자치체는 노르웨이의 422개 지방자치체 중 면적 기준으로 416번째로 큰 지방자치체이다. 산되이(Sandøy)는 노르웨이에서 371번째로 인구가 많은 지방자치체로 인구는 1,263명이다. 이 지방자치체의 인구 밀도는 평방 킬로미터(153/sq mi)당 59.1명이며 인구는 지난 10년 동안 1.4% 감소했다.